# 聖克萊爾角 (馬里蘭州)
聖克萊爾角（英語：Cape St. Claire）是位於美國馬里蘭州安妮阿倫德爾縣的一個普查規定居民點。

## 人口
根據2020年美國人口普查的數據，聖克萊爾角的面積為6.55平方千米，當中陸地面積為5.18平方千米，而水域面積為1.37平方千米。當地共有人口9179人，而人口密度為每平方千米1,401.37人。